# François Prudent Hervouët de La Robrie
François Prudent Hervouët de La Robrie (Saint-Philbert-de-Grand-Lieu, 4 de fevereiro de 1773 – Saligny, entre 27 de novembro e 3 de dezembro de 1795), foi um soldado francês e oficial monarquista na Guerra da Vendeia.

## Biografia
François Prudent Hervouët de La Robrie nasceu em 4 de fevereiro de 1773 na casa de Louvradière, em Saint-Philbert-de-Grand-Lieu. Ele é filho de Julie Texier de La Garnerie e Pierre Hervouët, senhor de La Résinière e La Robrie, oficial do regimento Royal des Vaisseaux. Os seus dois irmãos, Hyacinthe e Joseph, também participaram da Guerra da Vendeia. Durante este conflito, os seus pais foram presos em Corcoué-sur-Logne em 7 de novembro de 1793, e depois guilhotinados em Nantes.
Durante a Guerra da Vendeia, Prudent de La Robrie juntou-se ao Exército Católico e Real de Bas-Poitou e Pays de Retz. Na primavera de 1794, Charette nomeou-o comandante da sua cavalaria.
Por volta de meados de novembro de 1795, Prudent de La Robrie e vários outros oficiais assinaram um memorando escrito por L'Epinay e Badereau, que foi entregue a Charette para sugerir o fim das hostilidades. Charette recusa. Ele teria deitado o documento no fogo e teria repreendido La Robrie bruscamente.
Pouco depois, La Robrie foi morto na Batalha de Landes de Béjarry, que foi travada entre  27 de novembro e 3 de dezembro de 1795. O seu corpo foi então enterrado em Saligny.
Em 1806, o ex-oficial da Vendeia Pierre-Suzanne Lucas de La Championnière escreveu ao historiador Alphonse de Beauchamp:
Vi La Robrie ser atingido pelo golpe que o matou, posso falar com erudição sobre isso. O Sr. Charette não estava a atacar o posto de Saligny. Ele deu metade do comando do exército ao Sr. de Couëtus e avançou para Poiré com o restante. Robrie, que não estava no exército, juntou-se a nós com um pelotão de cavalaria na charneca de Béjarry, no momento em que avistamos o inimigo. O posto republicano aquartelado à beira da charneca era pouco numeroso e não ofereceu resistência. O sentinela disparou o seu fuzil a cinquenta passos de distância e fugiu. A cavalaria e a infantaria perseguiram-no. Num caminho muito estreito, às margens do Boulogne, seguimos bem de perto cinco ou seis republicanos que, depois de terem ganho uma altura oposta, dispararam sobre o nosso pelotão. Um cavaleiro foi morto e Robrie foi ferido na parte inferior do abdómen. Ele virou o seu cavalo. Perguntei-lhe: aonde vais? Estou mortalmente ferido, respondeu-me. Estas são, creio eu, as suas últimas palavras. Ele caiu a alguns passos dali. Foi enterrado em Saligny.

## Visão contemporânea
Robrie, comandante da Cavalaria, merece uma das patentes mais ilustres entre os bravos do exército Charette. Ele era um dos oficiais mais antigos; durante todo o inverno de 1794 a sua atividade e a sua coragem garantiram ao exército as surpresas a que estava exposto todos os dias. Ele era um excelente capitão hussardo, montava perfeitamente a cavalo e executava o golpe de sabre como um simples cavaleiro. Podemos culpá-lo por certas falhas, mas os serviços que prestou ao seu partido podem apagar o que temos o direito de dizer contra ele em determinadas áreas da sua conduta. Os seus cavaleiros eram muito apegados a ele e o seu exemplo aumentava-lhes a coragem; ele foi, além disso, um dos primeiros oficiais de nascimento e a sua posição como comandante de cavalaria fez dele o segundo no comando do exército.— Mémoires de Pierre-Suzanne Lucas de La Championnière

## No cinema
Foi interpretado por:
- Rod Paradot, em Vaincre ou mourir, filme dirigido por Paul Mignot e Vincent Mottez em 2023.